# Primera División (Chile) 1963
Die Primera División 1963, auch unter dem Namen 1963 Campeonato Nacional de Fútbol Profesional bekannt, war die 31. Saison der Primera División, der höchsten Spielklasse im Fußball in Chile.
Die Meisterschaft gewann das Team von CSD Colo-Colo, das sich damit für die Copa Campeones de América 1964 qualifizierte. Es war der neunte Meisterschaftstitel für den Klub. Tabellenletzter und somit in die zweite Liga abgestiegen ist CD O’Higgins.

## Modus
Die 18 Teams spielen jeder gegen jeden mit Hin- und Rückspiel. Sieger ist die Mannschaft mit den meisten Punkten. Bei Punktgleichheit entscheidet das Torverhältnis. Sind die besten Teams um die Meisterschaft punktgleich, entscheidet ein Meisterschaftsendspiel um den Titel. Der Tabellenletzte steigt in die zweite Liga ab.

## Teilnehmer
Für Absteiger CD Green Cross spielt Zweitligameister Coquimbo Unido nun in der Primera División. Folgende Vereine nahmen daher an der Meisterschaft 1963 teil:
| Mannschaft           | Stadt             |
| -------------------- | ----------------- |
| Audax Italiano       | Santiago de Chile |
| Colo-Colo            | Santiago de Chile |
| Coquimbo Unido       | Coquimbo          |
| Deportes La Serena   | La Serena         |
| Everton              | Viña del Mar      |
| Ferrobadminton       | Santiago de Chile |
| CD Magallanes        | Santiago de Chile |
| CD O’Higgins         | Rancagua          |
| Palestino            | Santiago de Chile |
| Rangers de Talca     | Talca             |
| San Luis de Quillota | Quillota          |
| Santiago Morning     | Santiago de Chile |
| Santiago Wanderers   | Valparaíso        |
| Unión Española       | Santiago de Chile |
| Unión La Calera      | La Calera         |
| Unión San Felipe     | San Felipe        |
| Universidad Católica | Santiago de Chile |
| Universidad de Chile | Santiago de Chile |

## Tabelle
| Pl.                       | Verein                   | Sp. | S  | U  | N  | Tore    | Diff. | Punkte |
| ------------------------- | ------------------------ | --- | -- | -- | -- | ------- | ----- | ------ |
| 1.                        | CSD Colo-Colo            | 34  | 24 | 5  | 5  | 103:460 | +57   | 53     |
| 2.                        | Universidad de Chile (M) | 34  | 23 | 6  | 5  | 078:420 | +36   | 52     |
| 3.                        | Deportes La Serena       | 34  | 18 | 7  | 9  | 064:540 | +10   | 43     |
| 4.                        | Rangers de Talca         | 34  | 16 | 9  | 9  | 069:390 | +30   | 41     |
| 5.                        | Universidad Católica     | 34  | 15 | 11 | 8  | 066:520 | +14   | 41     |
| 6.                        | Everton                  | 34  | 17 | 4  | 13 | 057:590 | −2    | 38     |
| 7.                        | Santiago Wanderers       | 34  | 11 | 12 | 11 | 054:460 | +8    | 34     |
| 8.                        | Unión San Felipe         | 34  | 11 | 12 | 11 | 068:720 | −4    | 34     |
| 9.                        | CD Magallanes            | 34  | 12 | 8  | 14 | 053:580 | −5    | 32     |
| 10.                       | Ferrobadminton           | 34  | 11 | 9  | 14 | 045:530 | −8    | 31     |
| 11.                       | Unión Española           | 34  | 12 | 5  | 17 | 068:680 | ±0    | 29     |
| 12.                       | San Luis de Quillota     | 34  | 11 | 7  | 16 | 040:620 | −22   | 29     |
| 13.                       | Coquimbo Unido (N)       | 34  | 9  | 10 | 15 | 047:600 | −13   | 28     |
| 14.                       | Unión La Calera          | 34  | 10 | 7  | 17 | 050:750 | −25   | 27     |
| 15.                       | Audax Italiano           | 34  | 8  | 10 | 16 | 044:620 | −18   | 26     |
| 16.                       | Santiago Morning         | 34  | 9  | 7  | 18 | 044:620 | −18   | 25     |
| 17.                       | CD Palestino             | 34  | 9  | 7  | 18 | 048:710 | −23   | 25     |
| 18.                       | CD O’Higgins             | 34  | 10 | 4  | 20 | 041:580 | −17   | 24     |
| Quelle: , Stand: Endstand |                          |     |    |    |    |         |       |        |

## Beste Torschützen
| Rang | Spieler      | Klub          | Tore |
| ---- | ------------ | ------------- | ---- |
| 1    | Luis Álvarez | CSD Colo-Colo | 37   |